# Assassinat de Mohamed Boudiaf
 (avril 2021).
Si vous disposez d'ouvrages ou d'articles de référence ou si vous connaissez des sites web de qualité traitant du thème abordé ici, merci de compléter l'article en donnant les références utiles à sa vérifiabilité et en les liant à la section « Notes et références ».
L'assassinat de Mohamed Boudiaf, président de l'Algérie, est survenu le 29 juin 1992, à Annaba en Algérie. 
Alors qu'il s'adressait à une réunion publique à Annaba, Mohamed Boudiaf a reçu 3 balles, deux dans la tête et une dans le dos. L'assassinat a été perpétré par l'un des gardes du corps du président, Lambarek Boumaarafi, présenté officiellement comme un fondamentaliste islamique et un sympathisant du Front islamique du salut (FIS). 
Mohamed Boudiaf a été président pendant cinq mois, à la suite de la vacance du pouvoir après la démission du président en exercice Chadli Bendjedid et l'interruption du processus électoral de 1991.
Mohamed Boudiaf était l'un des rares vétérans de la guerre d'Algérie encore en vie à l'époque. Après Mohamed Khider assassiné à Madrid en 1967, Krim Belkacem, assassiné à Francfort en 1970, et Mohamed Seddik Benyahia, le ministre des Affaires étrangères assassiné à la frontière entre l'Iran et l'Irak alors qu'il travaillait à une sortie de la Guerre Iran-Irak en 1982.

## Assassinat
L'assassinat a commencé par une explosion de grenade sur un côté du podium d'où Mohamed Boudiaf prononçait son discours, ce qui a attiré son attention et celles de ses gardes du corps tandis qu'une autre grenade était lancée sous sa chaise. Les deux explosions ont été suivies par un homme armé vêtu de l'uniforme de l'unité d'intervention d'élite de la police qui est sorti de derrière Mohamed Boudiaf et a vidé sa mitraillette dans le dos du président. Le tireur et au moins 40 autres personnes ont été tués ou blessés dans l'attaque. Parmi les blessés figuraient le ministre de l'Industrie et un haut fonctionnaire provincial.

## Situation internationale
L'assassinat de Mohamed Boudiaf a coïncidé avec le lancement par la compagnie pétrolière publique algérienne Sonatrach à Londres d'un premier tour de location à terre dans lequel elle cherchait à participer à des compagnies pétrolières étrangères pour ouvrir de nouvelles installations de production en Algérie. Les prix du pétrole ont augmenté sur les craintes immédiates que le meurtre de Mohamed Boudiaf pourrait déclencher des troubles qui pourraient affecter la production, mais elles ont reculé plus tard dans la journée. Des sources[Lesquelles ?] pensaient qu'il pouvait y avoir une perturbation à court terme des exportations de l'Algérie, mais le pays a continué d'exporter son pétrole.
L'Iran et d'autres membres de gouvernements musulmans[Lesquels ?] ont salué le meurtre du dirigeant algérien[réf. nécessaire], tandis que les États-Unis, l'Organisation de l'unité africaine, la France et d'autres pays occidentaux l'ont condamné. Les dirigeants français en particulier ont exprimé des craintes d'une guerre civile ou d'une prise de contrôle militaire totale de l'ancienne colonie française.
L'attaque contre Mohamed Boudiaf a été le meurtre politique le plus dramatique de l'Afrique du Nord depuis que le président égyptien Anouar el-Sadate a été assassiné par les fondamentalistes islamistes en 1981.

## Procès
En juin 1995, Lambarek Boumaarafi est condamné à mort par la Cour criminelle d'Alger. La famille du président Mohamed Boudiaf conteste la thèse officielle de l'acte isolé d'un « fanatique religieux », émet des doutes sur la culpabilité de Lambarek Boumaarafi et refuse d'assister au procès. Après sa condamnation Lambarek Boumaarafi  déclare au tribunal : « Tout de même, je reconnais que vous avez, Monsieur le président et Monsieur le procureur, mené à bien cette pièce de théâtre ».